# Thaumalea dinarica
Thaumalea dinarica är en tvåvingeart som beskrevs av Schmid 1958. Thaumalea dinarica ingår i släktet Thaumalea och familjen mätarmyggor. Inga underarter finns listade i Catalogue of Life.